# Omicidio di Betsy Aardsma
L'omicidio di Betsy Ruth Aardsma, una studentessa americana di 22 anni, venne commesso il 28 novembre 1969 all'interno della Pattee Library nella Pennsylvania State University a University Park, in Pennsylvania. L'omicidio è rimasto irrisolto.

## Storia
Aardsma era la seconda di quattro figli nata ad Holland, in Michigan. Frequentò la Holland High School dove si diplomò con il massimo dei voti e si iscrisse successivamente alla Università del Michigan dove studiò arte, matematica e inglese; dopo il diploma si iscrisse alla Pennsylvania State University. Prima di morire era fidanzata con lo studente di medicina della Penn State David Wright. Quando venne uccisa il 28 novembre 1969 si trovava all'interno della biblioteca per delle ricerche per un giornale. Ad un certo punto, tra le 16:45 e le 16:55, fu accoltellata una sola volta al lato sinistro del torace con un coltello, che le lesionò l'arteria polmonare penetrandole nel ventricolo destro del cuore. La polizia ritenne che probabilmente venne attaccata da dietro, perché le sue mani non presentavano ferite da difesa. Dopo l'accoltellamento, Aardsma cadde a terra; all'incirca uno o due minuti dopo, uno o due uomini, che non vennero mai identificati, uscirono dalla parte centrale della biblioteca, dicendo a un'impiegata "qualcuno farebbe meglio ad aiutare quella ragazza" mentre se ne andavano. I presenti diedero un primo soccorso, inclusa la respirazione bocca a bocca alla ragazza e fu chiamato l'ospedale del campus, il Ritenour Health Center, alle 17:01 e alle 17:19, un'ambulanza trasportò la vittima all'Health Center, dove fu dichiarata morta poco tempo dopo. Dopo che la ragazza fu accoltellata, la ferita produsse solo poco sangue visibile. Inoltre quel giorno Aardsma indossava un vestito rosso. Come risultato di questi fattori, i primi soccorritori pensarono che avesse avuto un ictus o che avesse qualche malattia. Fu solo quando Aardsma fu visitata all'Health Center che tutti si accorsero che era stata accoltellata.

## Influenza culturale
- In 1990, Pamela West, un'autrice che aveva svolto ricerche sul caso negli anni ottanta, scrisse un romanzo di fantascienza basato sul caso.[7] West disse che aveva originariamente intenzione di scrivere una storia su un vero crimine, ma era preoccupata dai problemi legati alla possibile diffamazione in quanto molte persone coinvolte nel caso erano ancora vive in quel periodo.[2]
- Il libro del 2011, Who Killed Betsy?: Uncovering Penn State's Most Notorious Unsolved Murder, di Derek Sherwood rivela quella che ritiene essere l'identità dell'assassino, il geologo Rick Haefner.[8]